# Вооружённые силы Бразилии
Вооружённые силы Бразилии (порт. Forças Armadas do Brasil) — вооружённая организация государства Федеративной республики Бразилии (ФРБ).
ВС Бразилии состоят из органов управления, сухопутных войск, военно-морского флота (который включает морскую пехоту и морскую авиацию) и военно-воздушных сил. Из-за отсутствия как внешней, так и внутренней угрозы, расходы на оборону в Бразилии очень небольшие — 27,5 млрд долларов США (2019 год) или около 1,5 % ВВП. Невзирая на малый бюджет, бразильские вооружённые силы (ВС) насчитывают 366,5 тыс. человек (2019) и являются наибольшими в Латинской Америке. Имеется огромное количество возможностей для отсрочки, фактически призыв добровольный.

## Краткая история
Вооружённые силы Бразилии играли активную политическую роль с того времени, как они помогли свергнуть империю в 1889 году. С 1930 до 1964 года они активно использовали свою сдерживающую власть (poder moderador) и часто вмешивались в политический процесс. В 1964 году армия свергла гражданского президента и управляла страной в течение двадцати одного года.

### Вторая мировая война
Бразилия выступила на стороне Союзников во Второй мировой войне. Поначалу считалось, что Бразилия склонялась к поддержке стран оси. Между 1933 и 1938 годами Германия стала главным рынком для бразильского хлопка и вторым наибольшим импортёром бразильского кофе и какао. Немецкий Банк Южной Америки даже открыл триста филиалов на территории Бразилии. В конце концов прагматичное бразильское правительство приняло сторону Союзников, хотя и после долгих переговоров с целью добиться для себя наиболее выгодных торговых условий. Даже в апреле 1941 года, уже после вторжения Германии в Польшу и Францию, президент Бразилии Варгас направил Гитлеру поздравительную телеграмму в его день рождения, передавая ему «наилучшие пожелания Вашего личного счастья и процветания Немецкой нации», таким образом всё ещё пытаясь играть двойную игру. Такая двойная игра, вместе с быстрым увеличением гражданской и военной торговли между Бразилией и нацистской Германией, вызывала постоянное беспокойство правительств Союзников, которые продолжали задаваться вопросом «кто такой Варгас и чего он хочет».
Бразильская правящая коалиция также разрывалась между просоюзническими и пронемецкими крыльями. Бразильские генералы, например ближайшие к Варгасу Педру Монтейру и Эурику Дутра, восхищались немецким военно-индустриальным комплексом и горели желанием подписать договор с Германией. Пронемецкая фракция режима Варгаса была сильнейшей в армии, тогда как его помощники из олигархии были более лояльны Союзникам, благодаря установленным экономическим связям с США и Великобританией.
Но так как Союзники были более перспективными торговыми партнёрами, Варгас в конце концов и принял их сторону, формально объявив войну Германии и Италии в 1942 году. Бразилия снарядила 25-тысячный Бразильский экспедиционный корпус, который вместе с 5-й Американской армией сражался в Италии. Бразилия была единственной латиноамериканской страной, которая отправила своих солдат на войну в Европу. Бразилия понесла довольно заметные потери от войны, когда в августе 1942 года немецкие подводные лодки начали постоянные нападения на бразильские торговые суда.

### Политический режим1964—1985 годов
Высокий уровень инфляции и политическая поляризация левых и правых сил во время правления Жуселину Кубичека (1956—1961) привели страну к социально-политической нестабильности, которая продолжалась два с половиной года и привела к экономическому кризису. 31 марта 1964 года военные сбросили Жуана Гуларта и захватили власть.
Политический режим 1964—1985 годов отличался авторитарностью, несколько смягчившейся начиная с 1979 года. За этот период сменилось пять президентов: все они были генералами. Первый из них, Кастелу Бранку, пришёл к власти при поддержке большей части населения, особенно среднего класса, который стоял на антикоммунистических позициях. Его основной задачей была стабилизация политической и экономической ситуации в стране. С этой целью, с помощью дополнительных поправок к конституции, правительство расширило свои полномочия и ввело дополнительные механизмы. В последующие 15 лет, с 1968 по 1983 год, правительство выпустило несколько Институционных актов, которые на самом деле были президентскими декретами. Много коллективных и индивидуальных прав временно ограничивались. Жёсткие меры сказались на политической и экономической жизни нации. Были отменены коллективные договоры, право на забастовки и запрещены демонстрации.
До 1968 года, срока правления президента Артура да Косты-и-Силвы, стало видно, что плоды экономической стратегии военных были оправданы. С одной стороны, политическая система в стране принимала всё более репрессивный характер. Генерал Эмилиу Гаррастазу Медиси в 1969 году сменил президента Коста и Силву. 1967—1974 годы характеризуются наивысшим показателем экономического роста в мире по внутреннему валовому продукту (ВВП) — 14 % в 1973 году.
В области политики с середины 70-х годов при президенте Эрнесту Гайзеле начался процесс либерализации режима, который с 1979 года, когда президентом стал генерал Жуан Фигейреду, постепенно набирал силу. Во время этого процесса восстановились политические права, было позволено вернуться в страну политическим эмигрантам. Этот период характеризовался также усилением давления со стороны народа, который требовал возврата демократии. В 1982 году, впервые после 1965 года, губернаторы штатов были выбраны прямым голосованием.

### Доктрина государственной безопасности и вооружённые силы
Доктрина государственной безопасности, которая имела два главных элемента, руководила военным режимом. Первым элементом было широкое определение безопасности, которое включало не только защиту против внешней агрессии, но и защиту против внутреннего врага — против мятежей и коммунизма. Используя репрессивные мероприятия, армия успешно противостояла мятежам с 1967 до 1973 год. Вторым элементом было экономическое развитие страны. Во времена военной диктатуры роль государства в экономике значительно выросла. Высокие темпы экономического роста 1968—1973 годов помогли оправдать необходимость военного правительства.
Вооружённые силы вернулись в казармы в марте 1985 года. Хотя они продолжали заявлять о себе, их политическое влияние значительно уменьшилось из-за несколько факторов. Во-первых, поскольку Бразилия стремилась перейти к демократии, Национальный конгресс и гражданские министерства стали принимать заметное участие в обеспечении государственной безопасности. Во-вторых, армия была вынуждена конкурировать с гражданскими министерствами в борьбе за чрезвычайно ограниченные ресурсы и была не в состоянии остановить непрерывное снижение доли правительственных расходов на оборону. В-третьих, хотя конституция 1988 года и сохранила как внешнюю, так и внутреннюю роль вооружённых сил, она поставила их в подчинение президенту. Потому новая структура правительства больше не давала армии возможности использовать свою сдерживающую власть.
К тому же, вооружённые силы были не в состоянии достичь успехов и оставить под своим контролем все основные проекты в ядерной и космической сферах, ракетостроении и военной промышленности. Президент Фернанду Колор ди Мелу (1990—1992) раскрыл секретную бразильскую программу разработки ядерного оружия, которая проводилась армией, так называемую «Параллельную программу» (Programa Paralelo). В результате ядерная программа Бразилии была поставлена под международный контроль. Колор также подчинил бразильскую космическую программу, которая осуществлялась бразильской Военной авиацией (Força Aérea Brasileira — FAB), гражданскому правительству. Кроме того, в начале 1994 года бразильское правительство заявило о стремлении присоединиться к Режиму контроля ракетных технологий и осуществило это в октябре 1995 года. Военная промышленность Бразилии, которую поддерживало военное правительство, пришла в упадок после его падения без государственной поддержки и из-за геополитических изменений.
Геополитические изменения и изменения гражданско-военного баланса Бразилии привели к изменению военной доктрины. Важным геополитическим изменением в начале 1990-х годов был переход от биполярности в направлении к многополярности в международной системе. Другим изменением стала интеграция между Бразилией и Аргентиной. Политический и экономический кризис 1995 года также повлиял на восприятие в стране понятия государственной безопасности.
Начиная с 1950-х годов, величина военных расходов Бразилии была одной из самых низких в мире, а после падения военной диктатуры снизилась еще больше. В 1993 году эта цифра составила 1,1 процента валового национального продукта. Эта тенденция отображает низкий уровень внешней угрозы. Бразилия является безусловно крупнейшей страной в Латинской Америке и имеет хорошие отношения со всеми своими десятью соседями. Не существует угрозы внутренней безопасности Бразилии как в смысле мятежей, так и не существует политического терроризма в стране.

## Основные показатели
Призывной возраст в Бразилии составляет 18—45 лет для обязательной военной службы. Возраст для службы добровольцем составляет 17—45 лет, и процент долгосрочных профессионалов в армии увеличивается в течение последних десятилетий. Военный человеческий ресурс Бразилии по состоянию на 2005 год составлял 45,5 млн мужчин и 45,7 млн женщин в возрасте 19—49 лет (всего), и 33,1 млн мужчин и 38,1 млн женщин в возрасте 19—49 лет, пригодных к военной службе. 1,78 млн мужчин и 1,73 млн женщин ежегодно достигают призывного возраста.
В Бразилии срок обязательной службы для мужчин составляет 12 месяцев (24 месяца в военной авиации, 36 — в военно-морском флоте). Чаще всего служба проходит в военных частях, ближайших к месту постоянного проживания призывника. Правительство освобождает от обязательной службы тех, кто получает высшее образование или собирается это сделать, и тех, кто имеет постоянную работу. Существует ещё несколько возможностей отказаться от военной службы, например плохое здоровье. В целом ежегодно призывается около 133 тыс. мужчин из 1,7 млн тех, кто достигает призывного возраста. Женщинам позволяется служить в вооружённых силах, начиная с начала 1980-х годов. Кроме Армии, женщины служат и в Морских и Воздушных силах (но только в Запасном женском корпусе). В 2006 году была выпущена первая группа женщин-курсантов пилотов Военной авиации.
Данные относительно военных расходов Бразилии трудно установить из-за многочисленных бюджетов и фондов, через которые проходят эти средства, и высокого уровня секретности. В любом случае, Бразилия считается одной из стран с самыми низким уровнем военных расходов. Например, военные расходы в 1960-х годах составляли около 2 % ВВП, в 1970-х — 1,5 %, в 1980-х — 1 %, в начале 1990-х годов — 0,3—0,5 %, а в начале 2000-х годов поднялись и стали составлять около 1 %. Бразилия в 1993 году стояла на 133 месте из 166 стран по военным расходам относительно всех правительственных расходов. В Южной Америке только Гайана и Суринам стояли ниже. Низкий уровень военных расходов Бразилии может быть объяснён отсутствием внешних угроз и большим размером Бразилии относительно своих соседей. Процесс экономической интеграции с Аргентиной с начала 1980-х годов ликвидировал потенциальную внешнюю угрозу Бразилии.
Несмотря на низкий относительный уровень военных расходов, в абсолютных величинах бразильские вооружённые силы наибольшие в Латинской Америке. В 2005 году Бразилия заняла 18-е место в мире по абсолютному размеру военных расходов, только Аргентина в Латинской Америке имела сравнимые расходы. Размер оборонного бюджета составил 9,94 млрд долларов США в 2005 году.
Только в 1999 году бразильские вооружённые силы были объединены в одно министерство. Общее число служащих (солдат и офицеров) составляет около 337 тыс. (2005 год), из них 133 тыс. призывников. Вооружённые силы разделяются на три относительно независимых рода войск. Наибольшим родом войск является Армия (сухопутные войска), которая имеет немногим больше 200 тыс. солдат и офицеров на действительной службе. Военно-морской флот и Военная авиация — приблизительно по 50 тыс.

### Военные затраты
согласно последнему справочнику ЦРУ по странам мира.
| Место | Государство | Государство | Военные затраты (в долларах США) | Информация по состоянию на год |
| ----- | ----------- | ----------- | -------------------------------- | ------------------------------ |
| 17    | Бразилия    | Бразилия    | 9 940 000 000                    | 2005                           |

## Доктрина
Статья 142 федеральной конституции 1988 года даёт определение: «вооружённые силы, которые состоят из Военно-морского флота, Армии и Военной авиации, — постоянные и нормальные государственные учреждения, организованные на основании иерархии и дисциплины под верховным руководством президента республики». Конституция также добавляет, что «их цель — защищать родину, гарантировать конституционно установленные учреждения, и по инициативе любого из этих учреждений — закон и порядок». При этом в конституцию не включены слова «в пределах закона», который более крепко подчиняет их президенту. Согласно дополнительному закону номер 69 от 23 июля 1991 года, миссией вооружённых сил также является сотрудничество в национальном развитии и защите гражданского общества.
Согласно статье 84 конституции 1988 года, президент имеет исключительные полномочия назначать и освобождать министров, провозглашать чрезвычайное или военное положение в государстве, служить верховным главнокомандующим вооружённых сил, присваивать военные звания высшему офицерскому составу и назначать высших офицеров на должности. Президент также может объявлять войну «в случае иностранной агрессии и по одобрению Национальным конгрессом». Он также руководит Национальным советом обороны.
В бразильском обществе почти нет споров относительно роли вооружённых сил. Однако их значение очень небольшое, что вынуждает искать новые функции для оправдания даже такого маленького бюджета. Вооружённые силы кажутся всё менее важными из-за отсутствия внешней угрозы (Бразилия входит в общий рынок, совместные предприятия и ядерную кооперацию с Аргентиной, прежним наибольшим конкурентом) и отсутствия внутренней угрозы (никакая политическая группа в Бразилии не призывает к использованию силы, чтобы свергнуть правительство). В добавление к функции сохранения мира, некоторые из потенциальных новых ролей армии включают более широкое участие в освоении Амазонии, участие в борьбе против распространения наркотиков и полицейские операции (например, в 1994—1995 годах вооружённые силы были введены для обеспечения порядка в Рио-де-Жанейро).
В 1985 армия анонсировала проект Северный Коридор (Calha Norte) в попытке лучше контролировать территорию Амазонии, которая занимает более чем половину территории государства. Проект состоял из строительства серий застав вдоль границы с Колумбией, Венесуэлой, Гайаной, Суринамом и Французской Гвианой. Северный Коридор есть больше, чем сугубо военный проект, его цели включают обеспечение эффективного контроля границы, улучшения местной инфраструктуры и экономическое развитие. С начала реализации программы армия увеличила число постов возле границы с восьми до девятнадцати, которые обслуживаются пятью Специальными пограничными батальонами, и планируется открыть ещё два.
В 1993 году Бразилия резко ответила на совместимые манёвры Гайаны и США возле бразильской границы, и в 1994 году провела свои учения в этом регионе, наибольшие в истории, в которых приняли участие представители вооружённых сил восьми стран, в том числе 5000 бразильцев — 3000 представителей сухопутных войск и экипажи 37 самолётов и 6 кораблей. Однако такие манёвры скорее редкость. Военные посты в регионе расположены очень далеко один от другого, связь между ними очень трудна, число солдат небольшое и в основном состоит из местного индейского населения.
В конце 1993 года Вооружённые силы получили президентское одобрение развёртывания «Системы контроля Амазонского региона» (Sistema de Vigilância da Amazônia — Sivam). Sivam состоит из большой сети радаров, систем коммуникации и обработки данных, и должен помочь правительству в управлении воздушным движением, предотвращении вырубки лесов и наркоторговли. Контрольные центры Sivam расположены в Манаусе, Белене, Порту-Велью и Бразилиа, её развертывание заняло 8 лет и стоило 1,55 млрд долларов США. Sivam также включает пять беспилотных самолётов Embraer EMB-120 с радарами Erieye.
Как минимум двадцать бразильских правительственных организаций работают в Амазонии, а также многие неправительственные организации, как бразильские, так и заграничные, которые занимаются государственной безопасностью, туземными народами, экономическим развитием, окружающей средой и наркоторговлей, а их интересы часто пересекаются.
Например, основанная в 1992 году возле границы с Венесуэлой резервация Яномама (Yanomami) площадью 9,5 млн га привела к выселению сотен золотоискателей, которое спровоцировало убийство ими 16 индейцев. С тех пор идея создания резервации всё больше критикуется.
Эскалация борьбы с наркоторговлей в Андском регионе привела к изменению наркоторговцами маршрутов транспортировки, некоторые из которых проходят в настоящий момент через Бразилию, особенно в направлении Африки и Европы. Кроме того, некоторые производители наркотиков из Колумбии, Перу и Боливии скрываются в Бразилии от полиции своих стран. Бразилия также является главным поставщиком необходимых химических веществ. Однако армия неохотно вмешивается в войну против наркоторговли. Офицеры убеждены, что, согласно конституции, это — сфера деятельности федеральной полиции. Они считают, что втягивание в эту войну приведёт к коррупции и потере престижа.
Уровень наркоторговли между тем растёт. Некоторые из групп наркоторговцев контролируют целые районы трущоб (фавелы — favelas) и лучше вооружены, чем федеральная и местная полиция. В октябре 1994 года было установлено, что в фавелах до 70 процентов полиции получали взятки от наркоторговцев. Коррупция затронула и все местные органы власти. Для помощи полиции в штате Рио-де-Жанейро правительство Итамара Франку послало войска для борьбы с бандитскими отрядами. Армия мобилизовала для этой цели до 70 тыс. солдат. Однако, когда в 1995 году армия была выведена, ситуация улучшилась лишь частично.

## Состав вооружённых сил

### Сухопутные войска
Сухопутные войска (Exército Brasileiro) — самая влиятельная часть вооружённых сил Бразилии из-за своего размера и истории. Хотя в течение свинцовых лет — военной диктатуры 1964—1985 годов, не только армейские генералы занимали президентский пост, их было подавляющее большинство. В 2005 году армия насчитывала немногим более 200 тыс. военнослужащих.
1 января 1986 года сухопутные войска были реструктуризированы и разделены на семь военных округов (comandos militar). Главным дополнением было создание Западного военного округа (Comando Militar do Oeste — CMO), чья территория включает штаты Мату-Гросу, Мату-Гросу-ду-Сул и Рондония. Каждый из семи военных округов имеет штаб в главном городе региона: Восточный округ (Comando Militar do Leste — CML) — Рио-де-Жанейро, Юго-восточный округ — (Comando Militar do Sudeste — CMSE) Сан-Паулу, Южный округ (Comando Militar do Sul — СМ) — Порту-Алегри, Северо-восточный округ (Comando Militar do Nordeste — CMN) — Ресифи, CMO — Кампу-Гранди, CMP — Бразилиа, и CMA — Манаус. CMP и CMO возглавляются генерал-майорами (три звезды), остальные — полными генералами (четыре звезды). Сухопутные войска дальше разделяются на двенадцать более мелких военных районов. Наименьший округ, CMSE, имеет территорию лишь одного штата — Сан-Паулу, и предназначен для защиты промышленной базы страны.

### Военно-морской флот
Военно-морской флот (Marinha do Brasil) является наследником флота Адмирала Кокрена и маленьких португальских судов, которые защищали колонии от пиратов. Военно-морской флот является наиболее аристократическим и консервативным из родов войск в Бразилии, а большая часть его офицеров происходит из зажиточных слоёв общества. Хотя флот и принимает участие в «коричнево-водных» (речных и береговых) операциях, его первоочередная цель — «голубо-водные», то есть операции в открытом море. Из-за этого представители Флота реже принимают участие во внутренних операциях, чем армия и авиация.
Военно-морской флот насчитывает 48 600 служащих (2004 год), в том числе Морская авиация (Aviação Naval) — 1150 служащих, Морская пехота (Corpo de Fuzileiros Navais — CFN) — 14 600, и только 3200 призывников. Морской флот руководится Морским генеральным штабом (Estado-Maior da Армада — EMA), и разделён на шесть морских районов (пять океанских и один речной) и два морских управления со штабами в Бразилиа и Манаусе. 1-й Морской район размещается в главной базе флота в Рио-де-Жанейро, 2-й — в Салвадоре, 3-й в Натале, 4-й в Белене и 5-й в Порту-Алегри. 6-й Речной район имеет штаб-квартиру в Ладариу на реке Парагвай.
Флагманом бразильского флота является авианосец «Атлантико». Кроме того, по состоянию на 2004 год флот имел 5 подводных лодок, 29 фрегатов, 4 корвета, 47 патрульных катеров, 6 тральщиков, 3 десантных корабля и 94 самолета морской авиации.

#### Организация
- Военно-морской флот
- Военно-морская авиация
- Морская пехота

### Военно-воздушные силы
Военно-воздушные силы (Força Aérea Brasileira — FAB) были основаны в 1941 году и являются новейшим из родов войск бразильских вооружённых сил, получают наибольшую часть бюджета. Число военнослужащих — 50 тыс. (1997), в частности 5000 призывников. Имеют на вооружении около 270 боевых самолётов и 45 боевых вертолётов, что делает их крупнейшими ВВС в Латинской Америке. Бюджет FAB относительно большой за счёт её гражданского компонента.
Бразильские ВВС управляются отделом министерства обороны «Comando da Aeronáutica» (COMAer), который подразделяется на 6 подразделов: четыре генеральных Управления (Comandos-Gerais) и два Отдела (Departamentos). Генеральное управление воздушных операций со штабом в Бразилиа (Comando-Geral de Operações Aéreas — COMGAR) управляет большинством операций. Кроме того, существуют Управление поддержки (Comando-Geral de Apoio — COMGAP), Управления персонала (Comando-Geral do Pessoal — COMGEP), Управления авиационных технологий (Comando-Geral de Tecnologia Aeroespacial — DEPED), Управления учёбы (Comando-Geral de Ensino da Aeronáutica — DEPENS), Отдел гражданской авиации (Departamento de Aviação Civil — DAC) и Отдел контроля воздушного пространства (Departamento de Controle do Espaço Aéreo — DECEA).

## Военная промышленность
Начиная с начала двадцатого века, вооружённые силы преследовали цель самостоятельности в производстве оружия. Их намерением было не создание значительного арсенала вооружений, а обеспечение технической возможности производства всех видов необходимого оружия. В течение Первой мировой войны, большой военно-морской флот был отрезан от пополнения запаса снарядов, что сделало его нефункциональным и укрепило стремление к самостоятельности. Быстрая индустриализация, которая имела место после 1930 года, обеспечила необходимую инфраструктуру для развития военной промышленности.
Первое автоматическое оружие начало производиться в Бразилии с 1954 года. В 1960-х годах были основаны три наибольших фирмы — производителя оружия. Аэрокосмическая компания Avibrás — в 1961, Engesa в 1963 и Embraer в 1969 году. В конце 70-х годов все три компании начали значительный экспорт оружия, к тому времени были основаны еще около 350 фирм, которые принимали участие в производстве оружия в Бразилии. В начале 1980-х годов Бразилия стала крупным экспортёром оружия, до 40 % которого направлялось в Ирак. Однако, после падения военной диктатуры в 1985 году и снижения военных расходов в Бразилии, завершения ирано-иракской войны в 1988 году, и активного вмешательства США в арабский регион, экспорт бразильского оружия резко снизился. Например, новый танк Озорио так никогда и не нашёл покупателя, невзирая на преимущества перед аналогичными американским танком Абрамс и немецким Леопард 1. В начале 1990-х годов компании Avibrás и Engesa обанкротились.
На настоящий момент Бразилия сохранила свою авиационную промышленность, хотя она частично переключилась на производство гражданской авиации. Успешная космическая программа Бразилии также перешла под гражданский контроль. Кроме авиационной техники, в настоящий момент Бразилия экспортирует и значительное количество артиллерийских ракет, преимущественно в арабские страны.